# Ramat Trump
Ramat Trump (en hebreo: רמת טראמפ‎; en árabe: رمات ترامب‎; en inglés: Trump Heights), o Altos de Trump en su traducción literal al español, es un asentamiento israelí en planes, situado en los Altos del Golán, bajo la jurisdicción del Concejo Regional Golán. Su establecimiento fue anunciado por el primer ministro Benjamín Netanyahu el 16 de junio de 2019. Su nombre honra al 45.º presidente de los Estados Unidos, Donald Trump, en agradecimiento a su reconocimiento de Jerusalén como capital de Israel y de los Altos del Golán como territorio soberano israelí.
Gran parte de la comunidad internacional considera que cualquier asentamiento israelí en los Altos del Golán (así como en Cisjordania) viola el artículo 49 del Cuarto Convenio de Ginebra; Israel lo disputa.
Ramat Trump es la primera localidad israelí en ser bautizada en honor a un presidente estadounidense en ejercicio desde 1949, cuando un moshav cerca de Lod fue bautizado en honor a Harry S. Truman.

## Geografía

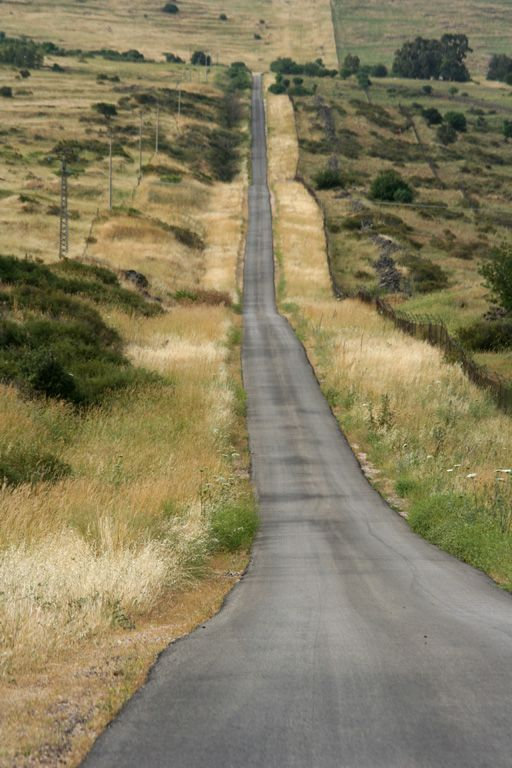
La «Carretera del Petróleo» atraviesa Ramat Trump por su flanco occidental.

Ramat Trump está ubicado a una altitud de entre 660 y 670 metros sobre el nivel del mar, a tres kilómetros del límite oriental del territorio internacionalmente reconocido como israelí, y a pocos cientos de metros al este del poblado de Kela Alon (en hebreo: קלע אלון‎). Entre ambos asentamientos corre la llamada «Carretera del Petróleo» (en hebreo: כביש הנפט‎, en inglés: Petroleum Road), que atraviesa el norte del Golán de norte a sur, paralela al antiguo Oleoducto Transarábigo. A medio kilómetro al sur de Ramat Trump se encuentra el cruce Revaya (en hebreo: צומת רוויה‎), donde la «Carretera del Petróleo» interseca la ruta estatal 959; esta última conecta la localidad con la red de carreteras de Israel.

## Historia
Antes de la toma israelí del Golán en la Guerra de los Seis Días, la zona donde se asientan Ramat Trump y Kela Alon estaba ocupada por la aldea siria de Qanaabé o al-Qun'abah (en árabe: اﻟﻘﻨﻌﺒﺔ‎), de 480 habitantes. El primer asentamiento israelí en el área fue fundado en 1981 y abandonado en 1988. En 1991 el entonces Ministro de Vivienda y Construcción, Ariel Sharón, reestableció la comunidad bajo el nombre de Berujim (en hebreo, ברוכים), con 20 familias migrantes de la Unión Soviética, muchas de las cuales abandonaron la remota zona en años posteriores. En mayo de 2019 Berujim contaba con solo 19 habitantes: 14 jubilados y 5 estudiantes.
El 23 de abril de 2019 el primer ministro israelí Benjamín Netanyahu declaró mediante un video en su cuenta de YouTube:

All Israelis were deeply moved when President Trump made his historic decision to recognize Israel's sovereignty over the Golan Heights. Therefore, after the Passover holiday, I intend to bring to the government a resolution calling for a new community on the Golan Heights named after President Donald J. Trump.
Todos los israelíes se conmovieron sobremanera cuando el presidente Trump tomó su histórica decisión de reconocer la soberanía de Israel sobre los Altos del Golán. Por ello, tras el feriado de Pésaj tengo la intención de llevar al gobierno una resolución que establece una nueva comunidad en los Altos del Golán nombrada en honor al presidente Donald J. Trump.
Benjamín Netanyahu

El gobierno israelí se reunió en Berujim el 16 de junio de 2019 y, en presencia del embajador estadounidense en Israel, David M. Friedman, anunció la fundación de un asentamiento en honor a Trump en el lugar:

מתוך הערכה לפועלו של נשיא ארצות הברית ה-45, דונלד טראמפ, למען מדינת ישראל במגוון רחב של תחומים ומתוך הבעת תודה על ההכרה האמריקאית בירושלים כבירת ישראל וההכרה בריבונות הישראלית ברמת הגולן אותה הוביל, אנו מחליטים ליזום הקמתו של יישוב קהילתי חדש ברמת הגולן בשם 'רמת טראמפ', אשר יפעל במסגרת המוניציפלית של המועצה האיזורית גולן
En agradecimiento por el trabajo del 45.º Presidente de los Estados Unidos, Donald Trump, a favor del Estado de Israel en una amplia variedad de campos, y en agradecimiento por el reconocimiento estadounidense de Jerusalén como la capital de Israel y el reconocimiento de la soberanía israelí sobre los Altos del Golán, decidimos iniciar el establecimiento de un nuevo asentamiento comunitario en los Altos del Golán llamado «Ramat Trump», que operará dentro del marco municipal del Concejo Regional Golán.

Existe un plan de construcción de 110 casas como etapa inicial de Ramat Trump, aunque aún no se le ha asignado un presupuesto.